# Фалло, Поль
Поль Фалло (1889—1960) — французский геолог и палеонтолог. Член Французской академии наук (1948). Отец Ги Фалло.

## Биография
Родился в семье промышленника. С 1908 года изучал геологию в Лозаннском университете под руководством Мориса Люжона, затем в 1909 г. в Гренобле у Уилфрида Килиана (1862—1925) и в 1910—1911 гг. у Гюстава Эмиля Ога в Сорбонне. Первые исследования провёл в 1910 году, изучал аммониты Балеарских островов. В 1912 году начал обширные полевые исследования на Балеарских островах.
В 1914 году добровольцем участвовал в Первой мировой войне. Получил несколько наград за храбрость.
В 1922 году ему присвоена докторская степень в Сорбонне. В 1938—1960 годах — профессор прикладной геологии в Коллеж де Франс. Занимался региональной геологией и картографированием.
Занимался, в частности, геологией, стратиграфией и палеонтологией западного Средиземноморья и Испании, в первую очередь, Балеарских островов. Позже он обратился к геологии Альп, а в 1950-е годы — к тектонике Восточных Альп.
Автор более чем 300 научных публикаций. Он также занимался инженерной и военной геологией.

## Награды и отличия
- Военный крест (Франция)
- Кавалер Ордена Почётного легиона
- Офицер Ордена Почётного легиона
- Крест волонтёрской (добровольной) военной службы
- медаль Леопольда фон Буха Немецкого геологического общества (1952)
- Почётный доктор Университета Лозанны (1938)
- Почётный доктор Цюрихского университета (1956)
- Почётный доктор Университета Гранады (1958)
- Почётный член Геологического общества Лондона (1947)
- Почётный член Австрийского геологического общества (1959)
- Член Французской академии наук (1948)
- Член Американского геологического общества (1954)
- Член Королевской академии наук, письменности и изящных искусств Бельгии (1954)
- Член Национальной академии деи Линчеи (1959)
- Член Королевская академия наук и искусств Нидерландов (1960)

В его честь были названы представители трилобитов, вымершего класа морских членистоногих, имевшего большое значение для фауны палеозойских образований земного шара — Fallotaspis, Fallotaspididae и Fallotaspidoidea.

## Избранные работы
- Étude géologique de la sierra de Majorque, Paris, 1922
- La géologie et les mines de la France d’outre-mer, 1932
- Géologie de la Méditerranée occidentale, mehrere Bände, Paris , 1931—1937
- Sur la géologie de l’île d’Ibiza (Baléares)
- Essai sur la géologie du Rif septentrional, Rabbat 1937
- Les progrès de la géologie en Espagne depuis cent ans
- El sistema cretácico en las cordilleras Béticas, Madrid 1944
- Estudios geológicos en la zona subbética entre Alicante y el Río Guadiana Menor, 1945